# Dobrohostiv, Drohobîci
Dobrohostiv (în ucraineană Доброгостів) este localitatea de reședință a comunei Dobrohostiv din raionul Drohobîci, regiunea Liov, Ucraina.

## Demografie
Componența lingvistică a localității Dobrohostiv
     Ucraineană (99,81%)
     Alte limbi (0,19%)
Conform recensământului din 2001, majoritatea populației localității Dobrohostiv era vorbitoare de ucraineană (99,81%), existând în minoritate și vorbitori de alte limbi.